# СХМ-48
СХМ-48 — советская навесная вертикально-шпиндельная однорядная хлопкоуборочная машина, производившаяся на «Ташсельмаше» в 1948—1952 и 1954 годах. Всего было выпущено 22428 штуки. Работает с тракторами Универсал. Существуют модификации СХМ-48М и СХМ-48Д.

## Создание
Создание СХМ-48 было завершено в 1948 году коллективом Государственного специального конструкторского бюро (бывший филиал ВИСХОМа) под руководством Т. С. Маркова и при участии Г. И. Волкова, Л. И. Розенблюма, В. Д. Нехорошева и Г. Т. Низового. На сравнительных испытаниях с другими хлопкоуборочными машинами СХМ-48 показала более высокое качество работы и её приняли в этом же году к серийному производству на «Ташсельмаше». В 1950 году создатели СХМ-48 удостоены Сталинской премии.

## Технические характеристики
- Длина с трактором — 4650 мм
- Ширина — 2450 мм
- Высота — 2775 мм
- Высота обрабатываемого куста — 1000—1200 мм
- Рабочая скорость — 4,1 км/ч
- Потребляемая мощность — 11 л.с.
- Производительность — 0,2 га/ч

## Работа
При двукратной обработки поля СХМ-48 собирает 85-90 % хлопка-сырца. В среднем за 8 часов работы она обрабатывает 1,5 га поля, то есть заменяет 50 человек.